# Scrophularia cretacea
Scrophularia cretacea är en flenörtsväxtart som beskrevs av Fisch.. Scrophularia cretacea ingår i släktet flenörter, och familjen flenörtsväxter. Inga underarter finns listade i Catalogue of Life.